# Antonio Bresciani (pittore 1720)
Antonio Bresciani (Piacenza, 8 novembre 1720 – Parma, 31 ottobre 1817) è stato un pittore e incisore italiano.

## Biografia

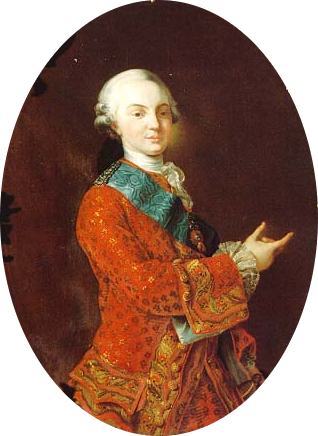
Antonio Bresciani, Ritratto del duca Ferdinando (1767), conservato nel Palazzo del Monte di Pietà di Busseto appartenente alla Fondazione Cariparma.

Antonio Bresciani nacque a Piacenza l'8 novembre 1720, da Angelo, soldato addetto alle munizioni nella cittadella cittadina; suo padre morì nel 1730.
Antonio si formò nei primi anni sotto la guida di Carlo Antonio Bianchi e successivamente di Giovanni Battista Tagliasacchi, attivo in quegli anni nella città emiliana. Nel 1740 fu spinto dalla madre a trasferirsi a Bologna, ove lavorò presso la bottega di Donato Creti per alcuni anni. Rientrò stabilmente nel 1748 o 1749 nella città natia, ove già nel 1747 aveva realizzato due dipinti raffiguranti le Storie di sant'Ulderico per la chiesa di Sant'Ulderico, in seguito traslati nella basilica di San Giovanni in Canale.
Accanto all'attività di pittore, intraprese anche quella di incisore, realizzando alcune opere già nel 1749, cui seguirono nel 1750 le prime riproduzioni degli affreschi del Guercino sulla cupola del duomo.
Si trasferì poco dopo a Parma, ove fu nominato nel 1752 professore nell'accademia di belle arti, fondata nello stesso anno dal duca Filippo di Borbone, che successivamente lo nominò pittore di corte.
Nonostante lo stile classicheggiante e molto tradizionalista, ispirato soprattutto nei primi anni alle pitture barocche venete e ai dipinti del bolognese Lorenzo Pasinelli, Antonio Bresciani ricevette nella sua lunga carriera numerosi e svariati incarichi, di committenza pubblica e privata, in tutto il territorio del ducato di Parma e Piacenza. Seppur in misura minore, lavorò anche all'esterno dei confini dello Stato, eseguendo opere a Reggio, ad Asti, a Mantova e a Milano.
Nel 1777 fu nominato accademico d'onore dell'Accademia Clementina di Bologna.
Rimase in attività fino alla tarda età e realizzò anche numerosi disegni; le sue ultime incisioni risalgono al 1815, pubblicate all'interno del suo Compendio delle vite de' Santi e Beati parmigiani.
Visse a Parma fino alla morte, avvenuta il 31 ottobre 1817.

## Opere
L'intensa attività pittorica di Antonio Bresciani è testimoniata dal lungo e dettagliato elenco delle sue opere, stilato dall'artista tra il 1751 e il 1801 per conto del conte Alessandro Sanseverini; tuttavia, nel corso del XIX secolo buona parte dei suoi dipinti andò perduta, mentre alcuni suoi quadri conservatisi indenni furono erroneamente attribuiti ad altri artisti.

### Opere pittoriche

#### Committenza ducale

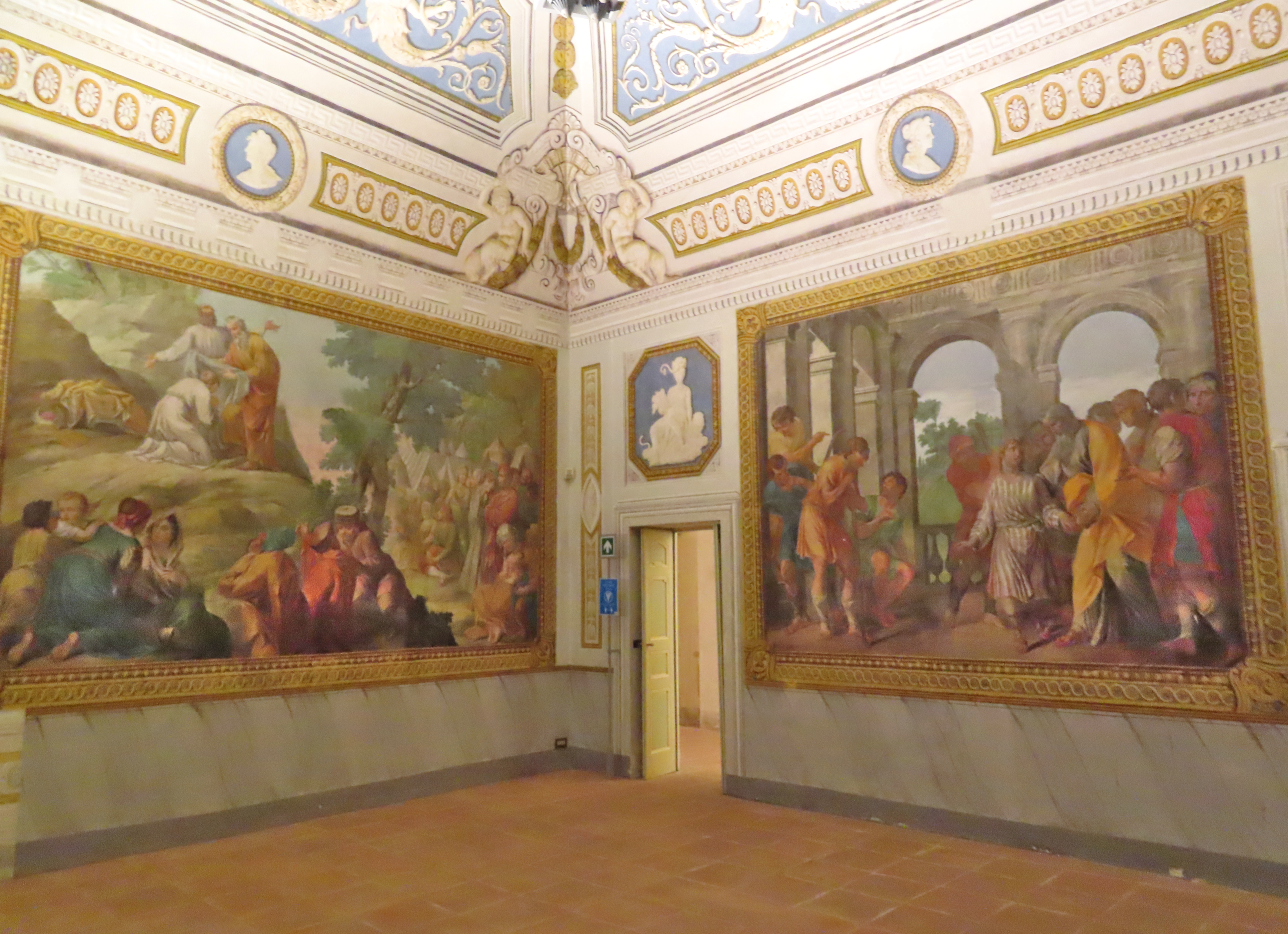
Antonio Bresciani, Scene dell'Antico Testamento (1787), nello studio privato dell'appartamento nuovo del duca Ferdinando nel palazzo Ducale di Colorno.

Cospicua fu l'attività quale pittore di corte durante i ducati di Filippo di Borbone, che nel 1761 lo incaricò della riproduzione su tavola dei cavalli del Mochi di Piacenza, e soprattutto di suo figlio Ferdinando, per conto del quale eseguì una serie di ritratti.
Su commissione del primo ministro Guillaume du Tillot, tra il 1768 e il 1769 dipinse con alcune scene di una favola di Jean de La Fontaine cinque soprapporte nel salone di rappresentanza del palazzo dei Ministeri di Parma.
Gli interventi più importanti riguardarono, però, gli edifici di corte. Per conto di Ferdinando, realizzò vari dipinti e affreschi nel palazzo del Giardino di Parma, ma fu soprattutto a Colorno che fu impegnato per lunghi anni, occupandosi, con la collaborazione di Gaetano Ghidetti, della decorazione dell'appartamento nuovo del Duca del palazzo Ducale, di vari ambienti del casino di Riserva e delle volte dell'adiacente oratorio della Beata Vergine del Buon Cuore, ove nel 1773 realizzò anche lo stendardo processionale raffigurante l'Immacolata, il Bambino e due angeli; intervenne a più riprese anche nella cappella palatina di San Liborio, eseguendo tra il 1773 e il 1793 vari stendardi e trentotto ovali raffiguranti numerosi santi e affrescando nel 1786 la cappella delle Sante Reliquie. Nel 1777 realizzò per il parco del palazzo di Colorno alcuni progetti di Macchine de' fuochi.

#### Committenza religiosa

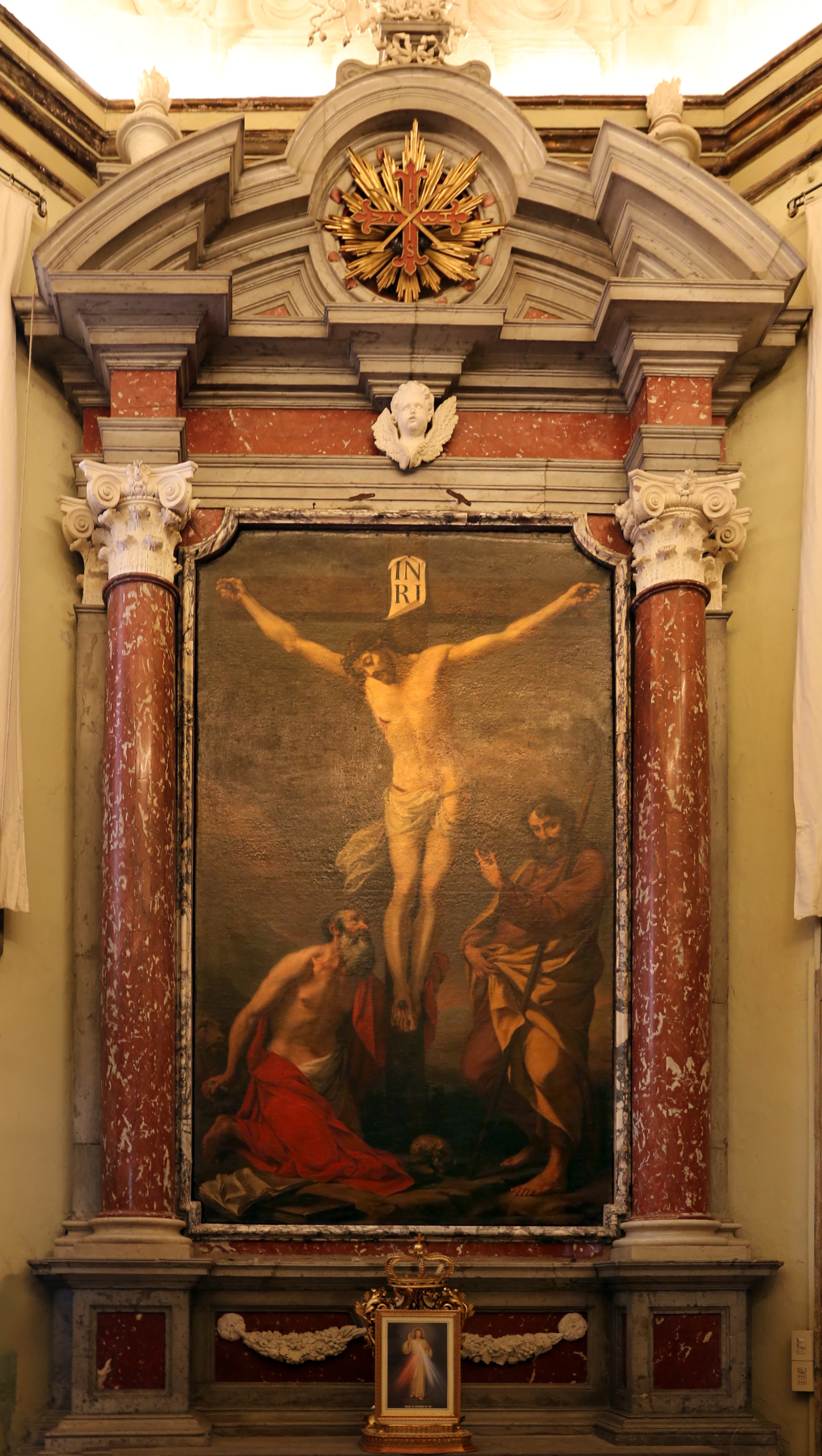
Antonio Bresciani, Crocifissione tra i santi Girolamo e Rocco (1783), conservata nella basilica di Santa Maria della Steccata a Parma.

Molto prolifica fu la sua attività soprattutto in campo religioso.
Nel 1752 eseguì la pala raffigurante San Secondo a cavallo guidato da un angelo per la collegiata della Beata Vergine Annunciata di San Secondo.
Nel 1755 realizzò gli oli ritraenti i Sant'Agata, San Michele e San Bonaventura per la chiesa di San Michele di Roccalanzona, ove fu richiamato quattro anni dopo per dipingere una tela rappresentante Santa Caterina.
Nel 1756 eseguì due grandi dipinti raffiguranti l'Adorazione dei Magi e la Caduta degli angeli ribelli per la chiesa di San Pietro Martire di Parma, in seguito traslati nella basilica di Santa Maria della Steccata.
Nel 1759, con la collaborazione del quadraturista Gaetano Ghidetti, affrescò gli esterni della torre dell'Orologio in piazza Grande a Parma e gli interni della chiesa di San Benedetto.
Nel 1760 affrescò la volta della cappella di San Michele Arcangelo dell'abbazia di Chiaravalle della Colomba, con la Cacciata dal cielo degli angeli ribelli.
Nel 1762 realizzò quindici piccoli oli rappresentanti i Misteri del Rosario per la basilica di Santa Maria della Steccata di Parma, ove fu richiamato nel 1783 per dipingere la tela ritraente San Vincenzo Ferreri e la pala della Crocifissione tra i santi Girolamo e Rocco della cappella del Crocifisso. Nello stesso anno eseguì un olio raffigurante Sant'Alberto che rianima un giovane per la chiesa di Santa Maria del Carmine, in seguito traslato nella Galleria nazionale di Parma.
Nel 1763 fu chiamato a decorare la volta della chiesa di Sant'Uldarico di Parma, ove realizzò anche un olio raffigurante il Martirio di San Giacomo.
Nel 1764 dipinse la pala raffigurante la Predicazione di San Giovanni Battista per la chiesa di San Giovanni Battista di Castelvetro Piacentino.
Nel 1765 eseguì una tela rappresentante San Luigi per la chiesa dei Santi Rocco e Leonardo di Canetolo e un olio ritraente San Mauro abate che raccomanda i malati alla Madonna col Bambino per la chiesa di Sant'Andrea di Paradigna.
Nel 1767 realizzò la pala ritraente San Michele Arcangelo per la chiesa di San Michele Arcangelo di Trecasali.
Nel 1768 ridipinse la volta del transetto destro del duomo di Parma, riproducendo gli affreschi di Michelangelo Anselmi ritraenti Agostino vescovo e Dottore della Chiesa, andati perduti a causa di infiltrazioni di umidità. Nello stesso anno, con la collaborazione di Gaetano Ghidetti, decorò gli interni della chiesa di Santa Maria Assunta a Sabbioneta.
Nel 1771 dipinse la pala riproducente i Santi Antonio da Padova e Giuseppe adorano Gesù Bambino per la chiesa di San Giorgio di Sassuolo. Nello stesso anno eseguì i dipinti raffiguranti Sant'Antonio da Padova e i Santi Pasquale Baylon e Margherita da Cortona per la chiesa di San Francesco di Bardi, in seguito traslati nel vicino santuario della Madonna delle Grazie.
Nel 1779 realizzò la tela raffigurante il Convito di Epulone per la cappella di San Lazzaro della chiesa di San Lazzaro di Piacenza.
Nel 1781 eseguì l'olio ritraente il Profeta Elia col garzone sul monte Carmelo per la chiesa della Purificazione di Maria Vergine di Vicomero.
Nel 1784 dipinse la pala rappresentante la Santissima Trinità con i santi Margherita e Bernardo per la chiesa della Santissima Trinità di Piacenza. Nello stesso anno affrescò la cappella di San Gaetano della chiesa di Santa Cristina di Parma.
Tra il 1785 e il 1790 realizzò la tela raffigurante la Pietà per la chiesa di San Tommaso di Parma.
Fra il 1789 e il 1791 decorò gli interni dell'oratorio di Santa Maria Assunta di Fontanellato.
Nel 1796 realizzò per la chiesa di San Paolo di Parma la tela raffigurante la Conversione di san Paolo, considerata l'ultima sua opera di grandi dimensioni; in seguito alla sconsacrazione del tempio avvenuta dopo l'Unità d'Italia, la tela fu traslata nella cappella di San Paolo del duomo cittadino.
Nel 1801 dipinse l'ancona che racchiudeva la pala della Madonna della Pace dell'oratorio di Santa Maria della Pace di Parma.

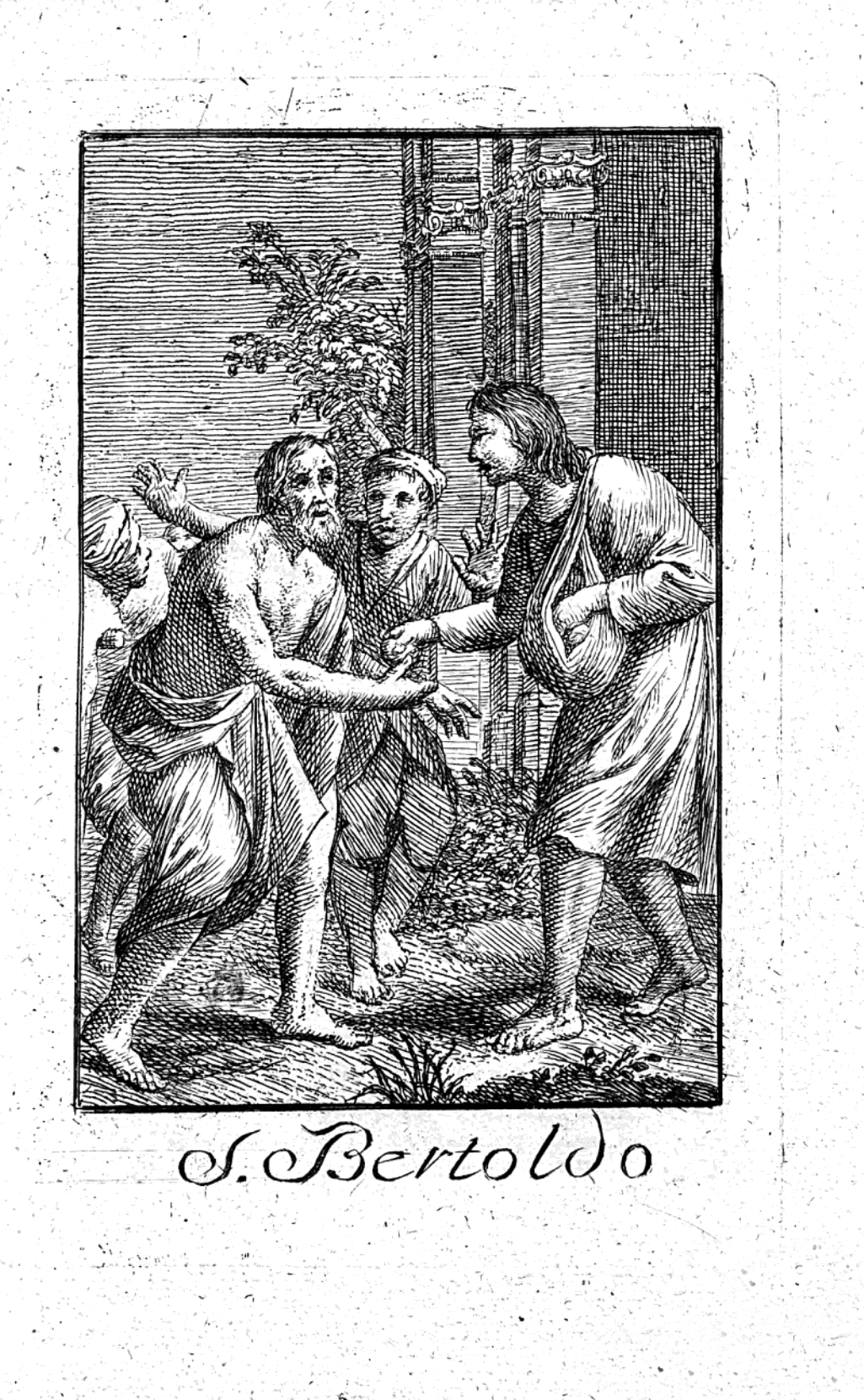
Antonio Bresciani, San Bertoldo (1815), incisione a pag. 14 del Compendio delle vite de' Santi e Beati parmigiani.

Inoltre, in anni imprecisati intervenne nel palazzo delle Orsoline di Parma.
A Colorno, dipinse l'ovale ritraente Sant'Antonio abate per il duomo cittadino, mentre nei dintorni eseguì i dipinti raffiguranti l'Annunciazione per la chiesa di Santa Maria Annunziata di Mezzano Rondani e San Pietro per la chiesa di San Pietro di Copermio.
A Piacenza realizzò per la chiesa di Sant'Andrea l'olio ritraente la Moltiplicazione dei pani e dei pesci, considerato da vari critici la sua opera migliore.
A Sant'Ilario d'Enza dipinse la tela raffigurante San Macario per la chiesa di Sant'Eulalia.
Eseguì dipinti anche per la chiesa di Santa Maria Assunta di Vicobellignano, per la chiesa di San Michele Arcangelo di Pieve Modolena, per la chiesa di San Giacomo Apostolo di Villa Cadè, per la chiesa di San Terenziano di Cavriago, per la chiesa di Santa Margherita di Calerno e per la chiesa di San Matteo Apostolo di Praticello di Gattatico.

#### Committenza privata
Nel 1758 fu chiamato a dipingere sei soprapporte del salone della villa Corradi Cervi a Carignano.
Numerosi furono gli incarichi che gli furono affidati dalle famiglie nobili di Piacenza, ove affrescò varie sale del palazzo Maruffi, del palazzo Rota, del palazzo Fogliani, del palazzo Scotti da Vigoleno, della cappella del Collegio Alberoni, del palazzo Manfredi e del palazzo Petrucci.
Dipinse inoltre vari ambienti della villa Volpolandi di Vigolzone.

### Opere letterarie
- Antonio Bresciani, Compendio delle vite de' Santi e Beati parmigiani, Parma, Dalla Stamperia Imperiale, 1815.

### Esplicative
1. ↑  Antonio Bresciani completà l'opera solo tra il 1801 e il 1808. Vedi  Ferdinando Arisi, Antonio Bresciani, in Dizionario biografico degli italiani, vol. 14, Roma, Istituto dell'Enciclopedia Italiana, 1972. URL consultato il 23 febbraio 2025.
2. ↑  Parte dei suoi disegni è conservata a Parma nella biblioteca Palatina e nel Museo Glauco Lombardi e a Piacenza nella biblioteca Comunale. Vedi  Ferdinando Arisi, Antonio Bresciani, in Dizionario biografico degli italiani, vol. 14, Roma, Istituto dell'Enciclopedia Italiana, 1972. URL consultato il 23 febbraio 2025.
3. ↑  Antonio Bresciani, con la collaborazione di Antonio Gilardoni, realizzò dodici tavole, acquisite dalla Cassa di Risparmio di Piacenza. Vedi  Ferdinando Arisi, Antonio Bresciani, in Dizionario biografico degli italiani, vol. 14, Roma, Istituto dell'Enciclopedia Italiana, 1972. URL consultato il 23 febbraio 2025.

### Bibliografiche
1. 1 2 3 4 5 6 7 8 9 10 11 12 13 14 15 16 17 18 19 20 21 22 23 24 25 26   Ferdinando Arisi, Antonio Bresciani, in Dizionario biografico degli italiani, vol. 14, Roma, Istituto dell'Enciclopedia Italiana, 1972. URL consultato il 23 febbraio 2025.
2. 1 2 3 4 5   Bresciani Antonio, su parmaelasuastoria.it. URL consultato il 23 febbraio 2025 (archiviato dall'url originale il 23 febbraio 2025).
3. 1 2 3 4 5 6 7 8 9 10 11 12 13 14 15 16 17 18 19  Enciclopedia di Parma 1999, p. 174.
4. 1 2 3 4  Storia di Parma 2020, p. 493.
5. 1 2 3 4   Antonio Bresciani, su cassiciaco.it. URL consultato il 23 febbraio 2025 (archiviato dall'url originale il 21 febbraio 2025).
6. ↑  Pellegri 1981, pp. 103-107.
7. ↑  Cirillo, Godi, pp. 223-234.
8. ↑   San Secondo a cavallo guidato da un angelo, su catalogo.beniculturali.it. URL consultato il 23 febbraio 2025 (archiviato dall'url originale il 23 febbraio 2025).
9. 1 2  Donati, p. 50.
10. ↑   Emanuela Bagattoni, Gaetano Ghidetti, in Dizionario biografico degli italiani, vol. 14, Roma, Istituto dell'Enciclopedia Italiana, 1972. URL consultato il 26 febbraio 2025.
11. ↑   Abbazia di Chiaravalle della Colomba - Visita all'Abbazia, su piacenzamusei.it. URL consultato il 23 febbraio 2025 (archiviato dall'url originale il 23 febbraio 2025).
12. ↑   Sant'Alberto resuscita un fanciullo, su catalogo.beniculturali.it. URL consultato il 23 febbraio 2025 (archiviato dall'url originale il 23 febbraio 2025).
13. ↑   Predicazione di San Giovanni Battista, su catalogo.beniculturali.it. URL consultato il 23 febbraio 2025 (archiviato dall'url originale il 23 febbraio 2025).
14. ↑  Cirillo, Godi, p. 267.
15. ↑   San Michele Arcangelo, su catalogo.beniculturali.it. URL consultato il 23 febbraio 2025 (archiviato dall'url originale il 23 febbraio 2025).
16. ↑   Chiesa di S. Maria Assunta in Sabbioneta, su museisabbioneta.it. URL consultato il 23 febbraio 2025 (archiviato dall'url originale il 23 febbraio 2025).
17. ↑   Sant'Antonio da Padova e San Giuseppe adorano Gesù Bambino, su catalogo.beniculturali.it. URL consultato il 23 febbraio 2025 (archiviato dall'url originale il 2 maggio 2024).
18. ↑   Santuario di Santa Maria delle Grazie, su piacenzapace.it. URL consultato il 23 febbraio 2025 (archiviato dall'url originale il 10 novembre 2024).
19. ↑   Parabola del ricco Epulone, su catalogo.beniculturali.it. URL consultato il 23 febbraio 2025 (archiviato dall'url originale il 23 febbraio 2025).
20. ↑  Cirillo, Godi, p. 264.
21. ↑   SS. Trinità con i Santi e Bernardo, su catalogo.beniculturali.it. URL consultato il 23 febbraio 2025 (archiviato dall'url originale il 23 febbraio 2025).
22. ↑  Donati, p. 82.
23. ↑   Pietà, su catalogo.beniculturali.it. URL consultato il 23 febbraio 2025 (archiviato dall'url originale il 23 febbraio 2025).
24. ↑  Catalogo delle opere recuperate con i fondi dell'Otto per mille a diretta gestione statale, pp. 53-56.
25. ↑   Conversione di San Paolo, su catalogo.cultura.gov.it. URL consultato il 23 febbraio 2025 (archiviato dall'url originale il 21 febbraio 2025).
26. ↑  Donati, p. 51.
27. ↑   Manuela Bartolotti, Entriamo nel collegio Sant'Orsola, su gazzettadiparma.it. URL consultato il 23 febbraio 2025 (archiviato dall'url originale il 4 marzo 2016).
28. ↑   Sant'Antonio Abate, su catalogo.beniculturali.it. URL consultato il 23 febbraio 2025 (archiviato dall'url originale il 23 febbraio 2025).
29. ↑   Moltiplicazione dei pani e dei pesci, su catalogo.beniculturali.it. URL consultato il 23 febbraio 2025 (archiviato dall'url originale il 23 febbraio 2025).